# Lájer Nándor
Lájer Nándor János (Barcs, 1859. március 8. – Zirc, 1912. július 15.) ciszterci rendi áldozópap és tanár, jószágkormányzó.

## Életútja
1874. szeptember 17-én lépett a rendbe; 1880. július 16-án fogaldalmat tett és 1882. szeptember 17-én pappá szentelték fel. Főgimnáziumi tanár volt 1880-85-ben Pécsett; 1885-90-ben Székesfehérvárt; 1890-1892-ben segéd-jószágkormányzó Előszálláson; 1892-től pedig Nagyvenyimen. 1898-től Csákányban volt adminisztrátor, majd 1899-ben ugyanezen minőségben működött Zircen, 1902-05-ben tiszttartóként is dolgozott.
Programmértekezése a székesfehérvári cisztercirendi főgimnázium Értesítőjében (1887. A rózsa.) 